# Ramal Saboya-Capitán Pastene
El ramal Saboya-Capitán Pastene fue un ramal ferroviario de Chile, el cual conectaba localidad de Los Sauces con la de Capitán Pastene, en la región de La Araucanía. Entró en operaciones en 1918, operando con normalidad hasta la década de 1970, cuando este ramal es abandonado y levantado. Actualmente la mayoría de su infraestructura ha sido suprimida.

## Historia

### Construcción
El proyecto de un ferrocarril que llegara hasta Capitán Pastene surge en 1904, cuando los colonos italianos que se habían asentado en la zona buscaban una manera de tener una conexión con el resto del país y exportar las materias producidas en el pueblo. A raíz de esto, Jorge Ricci, principal miembro de la Empresa Colonizadora Nueva Italia, inicia la construcción de la vía entre la estación Saboya y la estación Lumaco en 1906, con trocha de un metro de ancho, pero debido a problemas financieros y a la accidentada geografía del lugar desde Lumaco a Pastene, Ricci entregó la construcción del ferrocarril al Estado en 1909, realizándose nuevos estudios que determinaron que para que fuera económico el trayecto, debía hacerse sobre una trocha de 600 milímetros.Posteriormente el ramal es extendido hasta Capitán Pastene, siendo inaugurado en 1918. 

### Operaciones
Para 1972 el ramal contaba con 10 salidas por semana desde Saboya y viceversa. Los itinerarios a la fecha eran: 
Saboya - Capitán Pastene
- Tren Mixto 161 - Lunes, Viernes y Sábado - Sale 12:15 - Llega 14:15
- Tren Local 163 - Martes, Miércoles, Jueves y Domingo - Sale 12.15 - Llega 13:30
- Góndolacarril 93 - Martes, Jueves y Sábado - Sale 22:40 - Llega 23:50

Capitán Pastene - Saboya
- Tren Mixto 162 - Lunes, Viernes y Sábado - Sale 04:15 - Llega 06:20
- Tren Local 164 - Martes, Miércoles, Jueves y Domingo - Sale 04:55 - Llega 06:08
- Góndolacarril 94 - Martes, Jueves y Sábado - Sale 14:30 - Llega 15:45[3]

### Decadencia y Cierre
Para la década de 1970 el ramal empezó a decaer debido a principalmente la competencia de los buses que llegaban mas rápido a los destinos, siendo el ramal abandonado para 1974 y posteriormente levantado ese mismo año, siendo el último ramal de trocha de 600mm en desaparecer.